# Versailles World Tour 2011 -Holy Grail-
Versailles World Tour 2011 -Holy Grail- – druga światowa trasa koncertowa zespołu Versailles odbyta w celu promowania trzeciego albumu Holy Grail. Trasa trwała od 31 lipca do 20 listopada 2011 roku, objęła głównie Japonię, Azję, Europę i kraje Ameryki Łacińskiej. Trasa zakończyła się koncertem w Blondie w Santiago, Chile.

## Etapy
- 31/07/2011 – 28/08/2011: Versailles World Tour 2011 -Holy Grail- Japan (Japonia, 10 koncertów)
- 02/09/2011 – 08/09/2011: Versailles World Tour 2011 -Holy Grail- The Far East (Azja, 2 koncerty)
- 30/09/2011 – 15/10/2011: Versailles World Tour 2011 -Holy Grail- Europe (Europa, 9 koncertów)
- 06/11/2011 – 20/11/2011: Versailles World Tour 2011 -Holy Grail- Latin America (Ameryka Łacińska, 7 koncertów)

## Setlista
Program polskiego koncertu:
1. MASQUERADE
2. ASCENDEAD MASTER
-greeting-
3. Judicial Noir
-MC-
4. Libido
5. DESTINY - The Lovers –
-SE-
6. LOVE WILL BE BORN AGAIN
-SE-
7. THRESHOLD
8. DRY ICE SCREAM
-MC-
9. Vampire
10. The Red Carpet Day
11. Faith & Decision
Encore 1
12. Remember Forever
13. Philia
Encore 2
14. The Revenant Choir

## Harmonogram
| Data                 | Miasto       | Kraj            | Obiekt                                                      |
| -------------------- | ------------ | --------------- | ----------------------------------------------------------- |
| Japonia              |              |                 |                                                             |
| 31 lipca 2011        | Kioto        | Japonia         | Kyoto Fanj                                                  |
| 5 sierpnia 2011      | Fukuoka      | Japonia         | Drum Be-1                                                   |
| 7 sierpnia 2011      | Okayama      | Japonia         | Image                                                       |
| 12 sierpnia 2011     | Bai          | Japonia         | Palooza                                                     |
| 13 sierpnia 2011     | Tokio        | Japonia         | Heaven's Rock                                               |
| 16 sierpnia 2011     | Kanazawa     | Japonia         | Az                                                          |
| 18 sierpnia 2011     | Sapporo      | Japonia         | Cube Garden                                                 |
| 20 sierpnia 2011     | Sendai       | Japonia         | Darwin                                                      |
| 27 sierpnia 2011     | Nagoja       | Japonia         | Bottom Line                                                 |
| 28 sierpnia 2011     | Umeda        | Japonia         | Akazo                                                       |
| 2 września 2011      | Hongkong     | Chiny           | Kowloonbay International Trade Exhibition Centre Auditorium |
| 8 września 2011      | Tajpej       | Tajwan          | The Wall                                                    |
| Europa               |              |                 |                                                             |
| 30 września 2011     | Petersburg   | Rosja           | Zal Ojidaniya                                               |
| 2 września 2011      | Londyn       | Wielka Brytania | O2 Academy Islington                                        |
| 4 października 2011  | Madryt       | Hiszpania       | Sala Caracol                                                |
| 6 października 2011  | Rzym         | Włochy          | Traffic CLUB                                                |
| 9 października 2011  | Wiedeń       | Austria         | Szene                                                       |
| 10 października 2011 | Kraków       | Polska          | Kwadrat                                                     |
| 12 października 2011 | Berlin       | Niemcy          | SO36                                                        |
| 13 października 2011 | Kolonia      | Niemcy          | The Werkstatt                                               |
| 15 października 2011 | Orlean       | Francja         | Chateau de Charbonnière                                     |
| Ameryka Łacińska     |              |                 |                                                             |
| 6 listopada 2011     | Meksyk       | Meksyk          | Circo Volador                                               |
| 9 listopada 2011     | Bogota       | Kolumbia        | Teatro ECCI El Dorado                                       |
| 11 listopada 2011    | Caracas      | Wenezuela       | Centro de Eventos City Market (CECIM)                       |
| 13 listopada 2011    | São Paulo    | Brazylia        | Espaço Victory                                              |
| 16 listopada 2011    | Montevideo   | Urugwaj         | La Trastienda Club                                          |
| 18 listopada 2011    | Buenos Aires | Argentyna       | Teatro Colegiales                                           |
| 20 listopada 2011    | Santiago     | Chile           | Blondie                                                     |